# Série E101 a E103 da CP
A Série E101 a E103, igualmente conhecida como Série E100, foi um tipo de locomotiva a tracção a vapor, que foi utilizada originalmente pela Companhia do Caminho de Ferro de Guimarães, tendo passado posteriormente para a Companhia dos Caminhos de Ferro Portugueses.

## História
Foi construída em 1907 pela casa alemã Maschinenfabrik Esslingen, e adquirida no mesmo ano pela Companhia do Caminho de Ferro de Guimarães, quando esta empresa prolongou a Linha de Guimarães até Fafe.
A locomotiva 103 foi preservada no Espaço Museológico de Santarém, como representante das locomotivas de via métrica que foram utilizadas na região Norte de Portugal.

## Descrição
Esta série era composta por três locomotivas, numeradas de 101 a 103. O timbre da caldeira era de 12 kg/cm, e o esforço de tracção era de 4200 kg. A iluminação era realizada através do uso de acetilene. Cada locomotiva possuía capacidade para 3500 ℓ de água, e 900 kg de carvão.